# River Plate Fresh Meat Company
La River Plate Fresh Meat Company fue la primera industria frigorífica de Sudamérica. Operaba en la Argentina y el Uruguay, y fue fundada en 1882 por George Wilkinson Drabble. Se cree que fue la inspiración del nombre del club de fútbol bonaerense Club Atlético River Plate.

## Historia

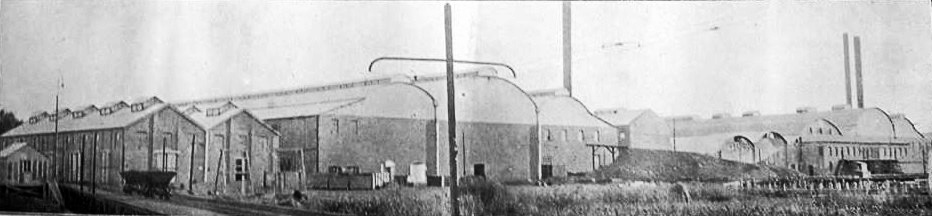
Foto panorámica de la fábrica en Campana c. 1900

En 1882, Drabble y su hermano James Drabble fundaron la River Plate Fresh Meat Company, con el objetivo de utilizar la refrigeración en la industria cárnica internacional, tras adquirir en 1877 dos máquinas de refrigeración De La Vergne, que producían hasta 5000 kg de hielo al día y bajaban la temperatura de las cámaras frigoríficas a −10 °C. Su fábrica estaba en Campana. El 25 de noviembre de 1883, realizó su primer envío de carne refrigerada, que llegó con éxito a Londres en enero de 1884. Un visitante a la compañía en 1883 recordó «la imponente y novedosa vista de las cámaras de congelación, con sus largas hileras de carcasas de ovejas envueltas en lino impecablemente limpio». En 1884 Drabble expandió la compañía al Uruguay en Real de San Carlos, la sede Uruguaya estaba destinada en la exportación de carne ovina refrigerada. En 1888 se cerró la sede en el Uruguay por la guerra de tarifas con la Argentina, pero la compañía siguió comprando ovinos en Uruguay que transportó a través del Río de la Plata.
El primer ingeniero y gerente de la empresa en Argentina fue John Angus, bajo cuyo liderazgo se construyó gran parte de las instalaciones de Campana. En 1893, se trasladó a Buenos Aires para ocupar el cargo de gerente de la empresa, puesto que desempeñó hasta 1905, cuando se jubiló. En 1899, falleció George Wilkinson Drabble y Henry Bell asumió la presidencia durante tres años. Su sucesor fue Charles Drabble, a quien a su vez sucedió John A. Wood como presidente, mientras que Drabble continuó desempeñando el cargo de director. John Wood había sido gerente y secretario en Londres desde la fundación de la empresa, y Sidney Young, que llevaba en la empresa desde 1884, le sucedió en ese cargo.

### Reformer Athletic Club
Los empleados británicos del River Plate Fresh Meat Company fundaron en 1903 un club multideportivo llamado Reformer Athletic Club, conocido principalmente por practicar fútbol, pero que también practicaba otros deportes como atletismo, bochas, críquet y tenis. El equipo se disolvió en 1910.

### En el Reino Unido

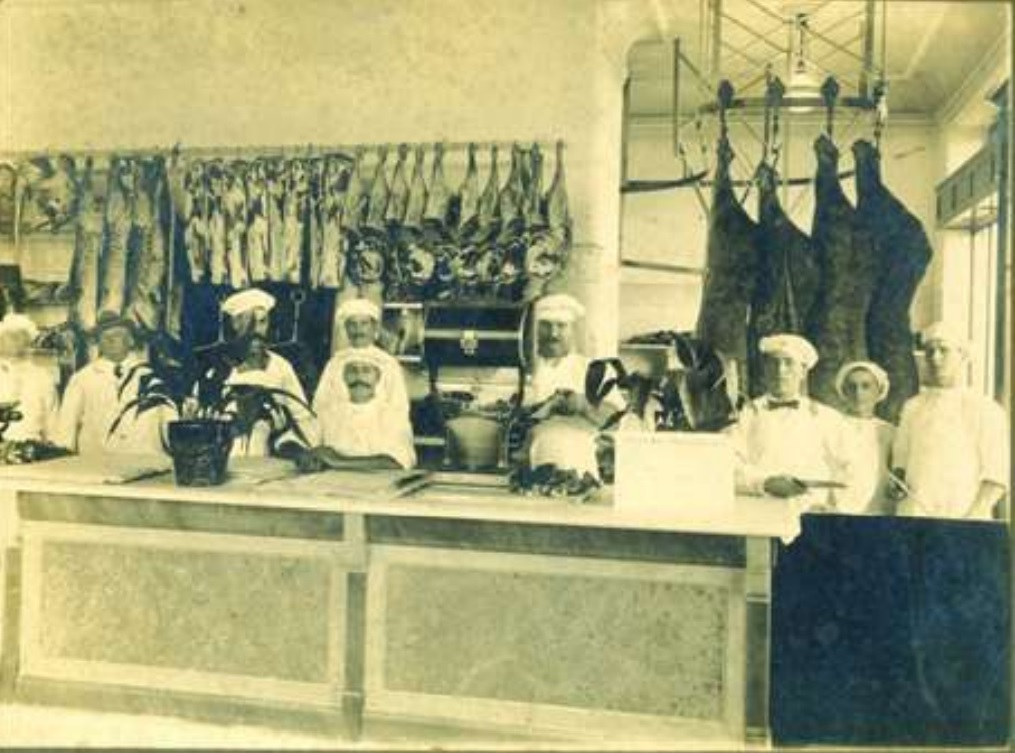
Interior de una tienda en el Reino Unido

La mayor parte de la carne argentina era comprada por británicos, que querían cortes con más carne y menos huesos y grasa. En 1900, la River Plate Meat Company ya contaba con 100 sucursales de venta en el Reino Unido, que llamaban la atención por su señalización uniforme. Las oficinas de la empresa en Londres estaban ubicadas en Cecil House, Holborn Viaduct. La empresa obtuvo elevadas ganancias comerciales de 67 822 libras esterlinas en 1901, que aumentaron a 272 475 libras esterlinas en 1902, y pagó un dividendo del 10 % y una bonificación de 2 y 4 chelines por acción en esos dos años. A partir de entonces, las importaciones argentinas a Gran Bretaña siguieron aumentando, lo que provocó una competencia en el mercado cárnico londinense con el Beef Trust de Estados Unidos y los exportadores de carne de Australia y Nueva Zelanda. La carne argentina se ofrecía en Londres a un precio significativamente más bajo que la carne de Estados Unidos, por lo que tuvo mucho éxito. Antes de la Primera Guerra Mundial, la empresa ya contaba con 440 carnicerías antes de fusionarse con James Nelson Ltd. en 1914 para formar la British & Argentine Meat Co.

### Incendio en Campana

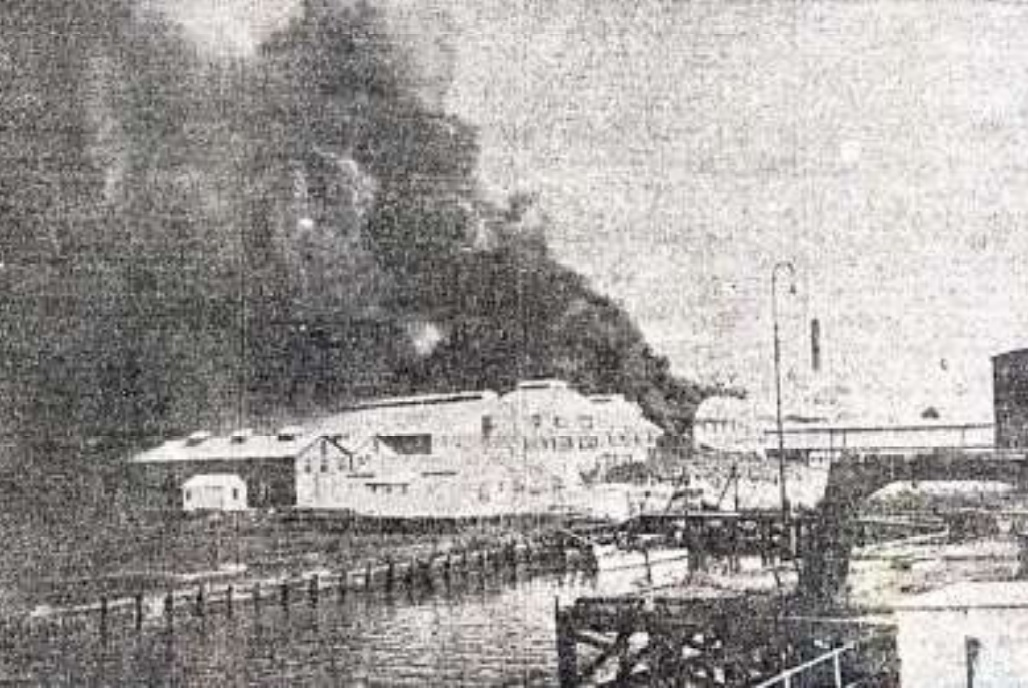
Foto del incendio tomada desde el puerto.

El 30 de julio de 1924, entre las 8:30 y las 9:00 de la mañana, se produjo un gran incendio en varios lugares del departamento de refrigeración que duró tres días y que afectó a varios cobertizos de 120 x 30 metros cada uno, sin que se pudiera determinar la causa. Esta es una de las razones por las que la fábrica cerró definitivamente en 1926, lo que provocó el cierre definitivo de la empresa.

## Club Atlético River Plate
Se cree que el nombre del club argentino River Plate viene después de una votación, realizada en 1901 por la comisión directiva, en la que se tenía que elegir el nombre del club, ganando la propuesta «River Plate». Se cree que Pedro Martínez (quien propuso el nombre) vio el nombre en unas «misteriosas cajas», y se teoriza que fueran cajas con piezas de maquinarias dirigidas a la River Plate Fresh Meat Company.

## Asado de Tira

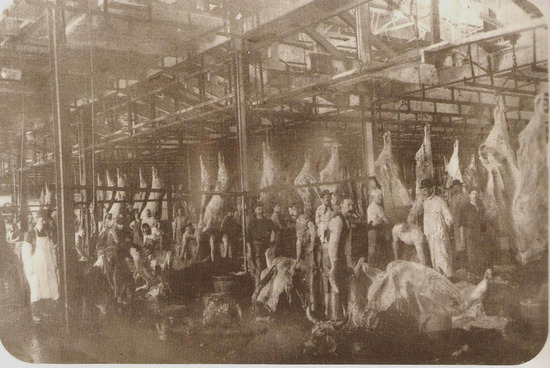
Adentro de la fábrica con trabajadores, c. 1910

El asado de tira fue inventado por los trabajadores del River Plate Fresh Meat Company. Después de instalar una sierra de vapor importada de Europa en su matadero, la carne se deshuesaba antes de exportarla. Las costillas se desechaban enteras, ya que se consideraban de baja calidad y poco valor. Los trabajadores de la fábrica, la mayoría de los cuales habían crecido en el campo, comenzaron a cortar las costillas separadas en trozos pequeños. Se las llevaban a casa después del trabajo para asarlas. Anteriormente, el asado de costilla se asaba entero en un asador sin cortar las costillas.

## Galeria

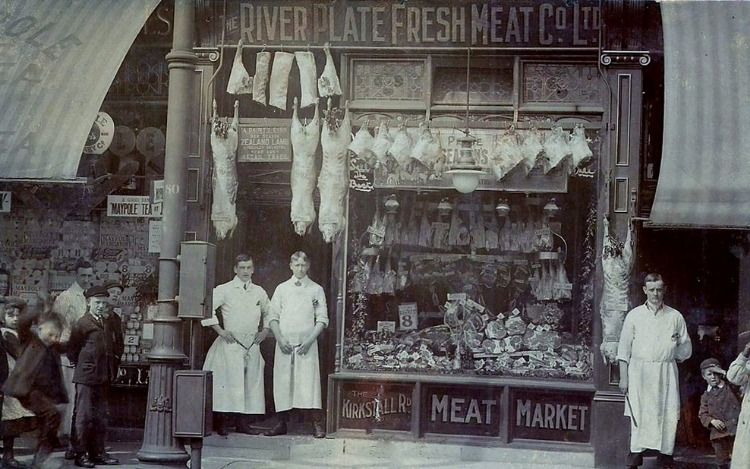
The Kirkstall Rd Meat Market of The River Plate Fresh Meat Co. Ltd, Leeds
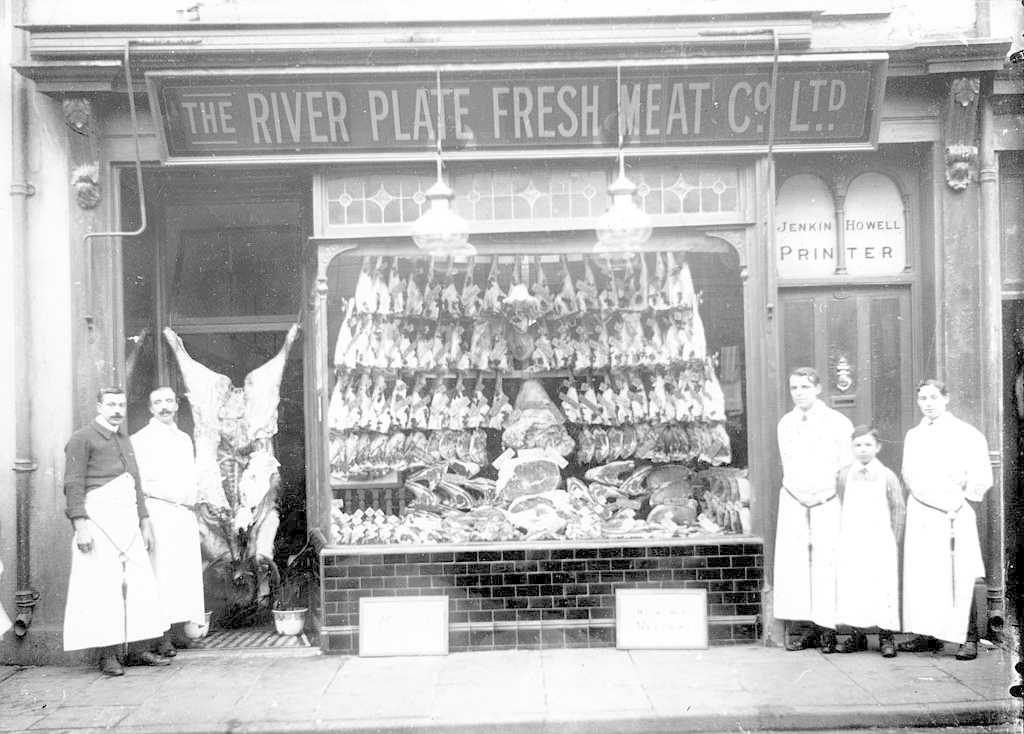
The River Plate Fresh Meat Co., 16 Victoria Square, Aberdare
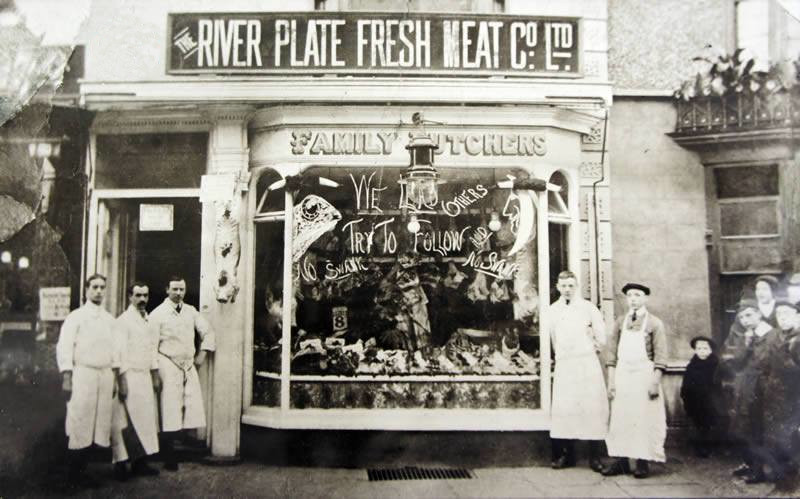
The River Plate Fresh Meat Co Ltd Family Butchers, High Street, Stourbridge, 1910
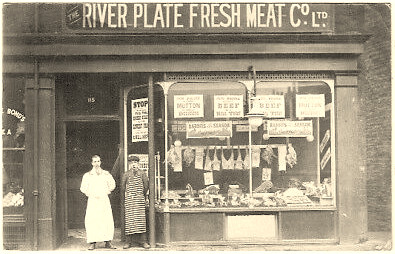
The River Plate Fresh Meat Co Ltd, Bradford, 1913
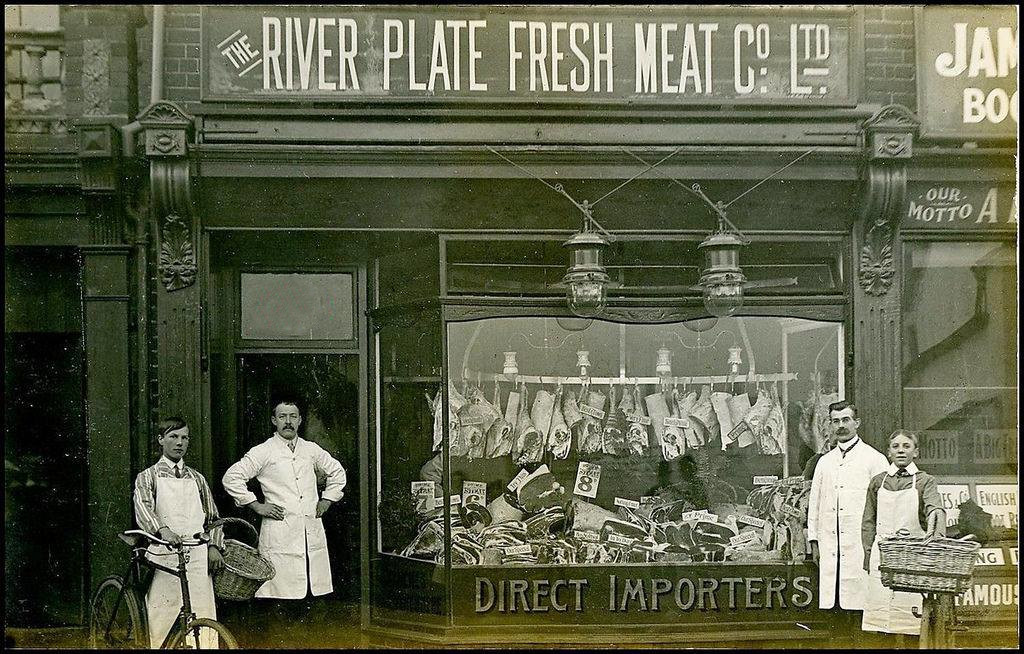
The River Plate Fresh Meat Co Ltd Direct Importers
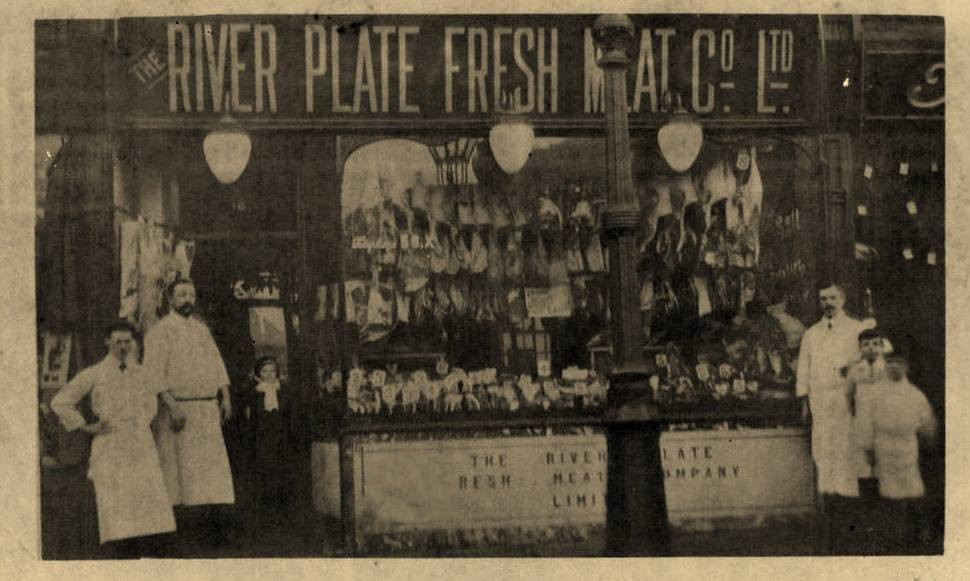
The River Plate Fresh Meat Co Ltd